# Spider-Man Noir
Spider-Man Noir, spesso indicato semplicemente come Noir, è un personaggio creato dalla Marvel Comics. Parte dell'universo Marvel Noir (Terra-90214), questa versione alternativa dell'Uomo Ragno è una versione a tema noir del personaggio ed emerge in una versione di New York durante la Grande Depressione. Mentre indaga su un giro di contrabbando, Peter Parker viene morso da quello che sembra essere un ragno altamente velenoso ospitato all'interno di un idolo divino-ragno. Perdendo i sensi, Parker ha una visione del dio-ragno che gli promette potere. Si risveglia quindi all'interno di un bozzolo e ne emerge, ora in possesso di abilità sovrumane simili a quelle di un ragno. Nei panni del temuto vigilante "Spider-Man", Parker intraprende una guerra solitaria contro la malavita di New York City, in parte per vendicare la morte di suo zio Ben Parker per mano del cannibale Adrian Toomes e del suo mentore Ben Urich per mano del principale signore del crimine della città, Norman Osborn. Dopo la sconfitta di Osborn, Spider-Man Noir continua la sua vita da vigilante per anni e si oppone alle forze della Germania nazista anche prima che gli Stati Uniti entrino nella Seconda guerra mondiale. In contrasto con il Peter Parker della continuità Marvel, Spider-Man Noir inizialmente usa la forza brutale e letale contro i suoi nemici e in seguito lotta con le implicazioni morali di questo.
Sin dal suo concepimento, il personaggio è apparso in numerosi adattamenti mediatici. La sua prima apparizione in altri media è stata nel videogioco del 2010 Spider-Man: Shattered Dimensions, dove è stato doppiato da Christopher Daniel Barnes. Nella serie animata Ultimate Spider-Man, è stato doppiato dall'attore Milo Ventimiglia. Nei film animati Spider-Man - Un nuovo universo e Spider-Man: Across the Spider-Verse, è stato doppiato dall'attore Nicolas Cage, con aspetti della rappresentazione di quest'ultimo successivamente incorporati nella versione a fumetti del personaggio.

## Storia editoriale
Nel 2009, la Marvel Comics ha creato una linea di fumetti Marvel Noir. Ambientate in un universo alternativo, queste storie reinterpretano personaggi Marvel familiari per riflettere meglio un'atmosfera hardboiled/crime noir, con la maggior parte delle avventure che si svolgono negli Stati Uniti durante l'era della Grande Depressione. La versione Marvel Noir di Peter Parker, è stata creata dagli scrittori David Hine e Fabrice Sapolsky, e dagli artisti Carmine Di Giandomenico (che ha disegnato le sue prime storie) e Marko Đurđević (che ha disegnato i suoi costumi). Sebbene non sia stato chiamato "Spider-Man Noir" nelle storie stesse, i creatori Marvel e i fan dei fumetti usano questo soprannome per distinguerlo dalla versione classica di Spider-Man.
La versione Marvel Noir di Peter Parker è apparsa per la prima volta nella miniserie di quattro numeri Spider-Man: Noir #1 nel 2009. Il personaggio è diventato abbastanza popolare da guadagnarsi rapidamente una miniserie sequel nello stesso anno, intitolata Spider-Man Noir: Occhi senza un volto e prodotta dallo stesso team creativo. Questa versione di Spider-Man Noir è stata la prima ad aggiungere un cappello fedora al suo costume.
Spider-Man Noir è apparso come personaggio giocabile nel videogioco del 2010 Spider-Man: Shattered Dimensions, una narrazione in cui diversi Spider-Man in tutto il multiverso hanno unito le forze contro una minaccia comune. Il personaggio è stato interpretato dall'attore Christopher Daniel Barnes, che aveva doppiato il personaggio di Peter Parker nella serie animata Spider-Man - L'Uomo Ragno del 1994. Questo videogioco ha segnato la prima volta che Spider-Man Noir è stato raffigurato come in grado di oscillare su linee di ragnatela (fino a quel momento nelle sue storie, ha creato ragnatele solo per intrappolare i nemici o le loro armi).
Il personaggio è apparso nel 2014 nella storia evento Spider-Verse, la cui serie principale è stata scritta da Dan Slott che aveva anche sceneggiato Spider-Man: Shattered Dimensions in precedenza. Successivamente, l'eroe è apparso in diversi fumetti crossover del multiverso come Secret Wars, la seconda serie Spider-Verse e Web Warriors. Una versione del personaggio è apparsa nella terza stagione della serie animata Ultimate Spider-Man nel 2015, doppiato da Milo Ventimiglia.
Nel 2018, Spider-Man Noir è stato apparentemente ucciso nella trama di Spider-Geddon, poi è apparso nel dicembre dello stesso anno nel film cinematografico Spider-Man - Un nuovo universo. Doppiato da Nicolas Cage, la versione cinematografica utilizza dialoghi stereotipati degli anni '30 e indossa un costume leggermente modificato. Dopo il film, Spider-Man Noir è stato resuscitato in Spider-Verse vol. 3 #5 nel 2020, il suo aspetto, la sua personalità e i suoi dialoghi sono ora simili alla sua controparte cinematografica. Una serie di fumetti mensili di Spider-Man Noir iniziò mesi dopo lo stesso anno, scritta da Margaret Stohl e con i disegni interni di Juan Ferreyra.

## Biografia del personaggio

### Spider-Man Noir Volume 1
Sulla Terra-90214 nell'inverno del 1932, durante la Grande Depressione, New York City è afflitta da molte bande criminali. Il fotoreporter del Daily Bugle Ben Urich, noto ad alcuni criminali come "il Ragno", assiste a un'orazione pubblica sulla lotta del cittadino comune da parte di May Parker a Central Park e fa amicizia con suo nipote Peter Parker. Impossibilitato a frequentare l'università a causa della mancanza di soldi, Peter racconta che suo zio Ben, che ha combattuto nella prima guerra mondiale come pilota, è stato recentemente assassinato da criminali che lavoravano per Norman Osborn, un industriale ritenuto il signore del crimine chiamato Goblin. Peter ricorda le parole di suo zio Ben riguardo alla futilità e alla natura ingiusta della prima guerra mondiale: "Se non ci si può fidare di coloro che sono al potere, è responsabilità del popolo rimuoverli". Peter lavora per Urich e nel dicembre del 1932 si avventura in un magazzino di oggetti d'antiquariato rubati. Un artefatto, un idolo ragno, si apre e libera un'orda di ragni. Uno morde Peter, facendolo svenire e sognare un dio-ragno che afferma che darà a Peter il potere. Il giovane si risveglia in un bozzolo di ragnatela nera e si libera, scoprendo di avere poteri simili a quelli di un ragno.
Indossando una maschera, Peter affronta Norman Osborn ed è scioccato nello scoprire la presenza di Urich. Il fotoreporter ha ricattato Osborn con le sue informazioni sulle attività del boss della mafia in cambio del Goblin che alimenta la sua dipendenza dalla droga. Ispirato dalla determinazione di Peter a combattere il Goblin a tutti i costi, Urich decide di esporre i crimini di Osborn, ma viene assassinato. Rimase daltonico a causa di un incidente con la Oscorp. Nel frattempo, Peter crea un costume utilizzando elementi dell'uniforme da aviatore di suo zio della prima guerra mondiale, diventando "Spider-Man". L'ex amante di Urich, Felicia Hardy, proprietaria del club Black Cat, aiuta Peter nella guerra contro il sindacato criminale di Osborn.
Nel gennaio del 1933, Spider-Man uccide l'Avvoltoio per salvare sua zia May, ma la donna lo dichiara altrettanto cattivo per aver sparato a un uomo disarmato che avrebbe potuto sopraffare e catturare. Dopo che la banda di Osborn è stata in gran parte sconfitta, Spider-Man ha l'opportunità di uccidere Goblin, ma decide che la vera giustizia significa che l'uomo deve essere processato e la verità diventa di dominio pubblico. Kraven il Cacciatore, uno degli altri amici di Osborn che sta morendo, attacca il Goblin, uccidendolo. Mentre l'inverno si trasforma in primavera, Franklin D. Roosevelt è diventato presidente, Hitler sale al potere in Europa, May Parker continua ad essere un'attivista per la gente comune e Spider-Man Noir continua a combattere il crimine e la corruzione.

### Occhi senza un volto
Spider-Man Noir: occhi senza volto si svolge circa otto mesi dopo Spider-Man Noir. Nel settembre del 1933, Peter Parker continua a lavorare come fotoreporter e aiuta alla mensa dei poveri di May Parker insieme alla sua amica Mary Jane Watson. Nel frattempo, il Maestro del Crimine mascherato diventa il nuovo boss del crimine della città. Peter sviluppa una relazione con Felicia Hardy, ma lei insiste che non è la sua ragazza. Peter e il suo amico Joseph "Robbie" Robertson, un reporter in difficoltà, indagano sul laboratorio di Ellis Island di Otto Octavius e del suo assistente Curt Connors, che stanno conducendo strani esperimenti di controllo mentale per il governo degli Stati Uniti. Quella notte, diverse persone di colore rapite e portate da Flint Marko vengono consegnate al laboratorio di Octavius. Lavorando segretamente con gli Amici della Nuova Germania (TFONG), Octavius intende dimostrare che le persone "inferiori" possono essere controllate con un intervento chirurgico al cervello. Spider-Man rintraccia il Maestro del Crimine e viene quasi picchiato a morte da Marko, che viene ucciso dalla Polizia mentre il Maestro del Crimine fugge. Scoprendo di essere collegata a Spider-Man, il Maestro del Crimine attacca e sfigura Felicia Hardy, quasi uccidendola. Scoprendo che Crime Master sta consegnando persone di colore a Octavius, Spider-Man si reca al laboratorio di Ellis Island e trova Robbie, solo per scoprire che l'uomo ha già subito un intervento chirurgico al lobo frontale, lasciandolo senza memoria o libero arbitrio.
Octavius e Crime Master vengono alle mani e quest'ultimo viene ucciso. L'agente dell'FBI Jean de Wolfe (una versione maschile di Jean DeWolff) arriva e Octavius viene arrestato. A Spider-Man viene detto che Felicia, che si sta ancora riprendendo da gravi ferite e con il volto ormai sfregiato, non vuole vederlo più. Un mese dopo, il governo decide di espellere Octavius piuttosto che processarlo pubblicamente e rischiare che riveli segreti di stato. Lo scienziato arriva in Germania solo per essere umiliato quando si rende conto che i nazisti e Heinrich Himmler credono che la sua disabilità congenita lo renda inferiore e il suo lavoro inutile. Con il passare del tempo, Felicia si riprende dalle sue ferite, ma ora indossa una maschera per coprire le sue cicatrici.

### Ragnoverso
Peter ha operato come Spider-Man per sei anni e alla fine ha frequentato le lezioni universitarie, mentre la sua ragazza Mary Jane ha trascorso tre anni in Spagna combattendo con la Brigata Internazionale Abraham Lincoln. Wilson Fisk è una potenza in ascesa nel crimine e invia l'illusionista Mysterio per uccidere Spider-Man. Peter viene quindi reclutato da Superior Spider-Man per unirsi a un gruppo di Ragni che combattono contro gli Eredi.  A seguito di un'avventura nel crossover Secret Wars, Spider-Man Noir si unisce a una squadra di sei ragni chiamati Web Warriors che si incontra regolarmente per combattere le minacce ad altre dimensioni, in particolare quelle che non hanno più un eroe ragno proprio.
La Rete interdimensionale della Vita e del Destino diventa instabile a causa della tecnologia che i Guerrieri della Tela usano per viaggiare tra i mondi. Questo fa sì che alcune realtà sanguinino l'una nell'altra e che il mondo di Spider-Man Noir subisca anomalie temporali. Alla fine, il team lo raddrizza e la nuova compagna di squadra Octavia Otto aiuta a creare un metodo migliore per viaggiare tra i mondi che non destabilizzerà la Rete.

### Spider-Geddon
Una notte del 1940, Spider-Man Noir indaga su una vendita di armi tra Herman Schultz e i nazisti. Combatte al fianco di Felicia Hardy, ora in buoni rapporti con lui e operante come la vigilante mascherata Vedova Bianca. Spider-UK arriva e chiede a Spider-Man Noir di svolgere un'importante missione. I Web Warriors cercano di impedire agli Eredi di usare la tecnologia di clonazione per resuscitare, ma è troppo tardi. Spider-Man Noir tenta di uccidere l'Erede chiamato Morlun con una granata, sacrificandosi nel processo. L'Erede sopravvive e prosciuga la forza vitale rimanente di Spider-Man Noir, uccidendolo.
Più tardi, Spider-Gwen si reca sulla Terra Marvel Noir per informare May Parker, Mary Jane e Felicia Hardy di come la loro versione di Peter sia morta eroicamente. Addolorata May, May è furiosa nello scoprire che suo nipote era un vigilante, "un uomo distrutto", ma Mary Jane e Felicia ringraziano Gwen per averle dato la chiusura.

### Resurrezione
In Spider-Verse volume 3 #5 (2020), viene rivelato che dopo la sua morte in Spider-Geddon, Spider-Man Noir si è svegliato vivo e vegeto in un bozzolo di ragnatela sulla sua nativa Terra-90214, dopo aver avuto una visione del dio-ragno che gli diceva che il suo "servizio" non era finito. Ora un po' più introspettivo e disinvolto, questo Peter Parker inizia ufficialmente a lavorare come investigatore privato, adottando un look leggermente nuovo e un dialetto più stereotipato degli anni '30 (simile alla sua incarnazione cinematografica di Spider-Man - Un nuovo universo). Miles Morales appare e si allea con Spider-Man Noir per recuperare l'idolo del dio-ragno dai nazisti in modo che possa essere utilizzato per riparare la Rete Transdimensionale della Vita e del Destino. I due riescono a riavere indietro l'idolo, ma Miles avverte che portarlo via dalla Terra Marvel Noir potrebbe anche rimuovere la protezione del dio-ragno, il che significa che la prossima morte di Parker sarà permanente. Spider-Man Noir dice che gli sta bene perché la morte dovrebbe essere permanente per tutti e lui non vuole né merita un trattamento speciale.

### Spider-Man NoirVolume 2
Nel 1939, un mese dopo la sua collaborazione con Miles Morales, la gente inizia a rendersi conto che Spider-Man è vivo ed è tornato in azione. Peter ha ristabilito i legami con zia May e Mary Jane Watson, che sono entrambe grate che "un miracolo" lo abbia riportato in vita dalla morte. Entrambi sostengono la sua vita da vigilante, ma May gli consiglia di agire in modo più onorevole di quanto il suo istinto a volte gli dica di fare. All'inizio della nuova serie, J. Jonah Jameson aiuta Peter ad accedere alle scene del crimine della polizia in modo che il giovane investigatore privato possa indagare su un omicidio e in cambio fornire al Daily Bugle la storia esclusiva. L'indagine di Peter sulla morte di Holly Babson, una cameriera del club Black Cat, lo porta a volare in Europa insieme alla sorella di Holly e curatrice del museo, Huma Bergmann, per esaminare di più una gemma di cicala a cui Holly si stava aggrappando quando è morta. I due sono infine accompagnati da Harry Charles, un pilota che fa segretamente parte della Dora Milaje di nome Hu-Ri, e Checkpoint Red, una guida a Istanbul per aiutarli nel loro viaggio verso Babilonia inviata da Tony Stark. Durante i loro viaggi, sono inseguiti dai nazisti e dalla loro nuova potente arma Electro. Mentre si avvicinano al tempio da cui proviene la gemma della cicala, Huma li inganna e rivela di essere la dea Inanna, che li ha attirati a Babilonia e si è alleata con i nazisti. Combina la pietra della cicala con il cristallo M'Kraan per aprire un portale per gli Inferi, che riporta in vita alcuni dei nemici deceduti di Spider-Man. Durante il combattimento, Peter riceve una visione dal dio-ragno Ereshkigal, che si rivela essere la sorella di Inanna e assume le sembianze di Holly Babson. Con il suo aiuto, Spider-Man distrugge la pietra della cicala e il cristallo M'Kraan, sconfiggendo Inanna e i suoi nemici non morti. Più tardi ritorna a New York, dove Jameson attribuisce a Huma il merito di aver fermato i nazisti a Babilonia.

## Poteri e abilità
Questa incarnazione di Spider-Man di Terra-90214 ha gli stessi poteri di base della sua controparte classica: forza, velocità, riflessi, resilienza e agilità potenziate proporzionate a quelle di un ragno; la capacità di far aggrappare il suo corpo a pareti a strapiombo o ad altre superfici solide; e un sesto senso che lo avverte del pericolo imminente, noto anche come "senso del ragno". Mentre lo Spider-Man classico usa spara-ragnatele meccaniche, Spider-Man Noir ha il potere di sparare ragnatele organiche dai suoi polsi. Nelle sue due miniserie originali, Spider-Man Noir non crea linee di ragnatela, la sua ragnatela oscura si manifesta sempre come uno spray o una rete. Dopo la sua resurrezione, il suo controllo della ragnatela è abbastanza buono da creare regolarmente linee di ragnatele su cui oscillare e proiettili basati sulla ragnatela per stordire gli avversari.  Attraverso la sua associazione con la proprietaria del club Felicia Hardy, le sue attività di vigilante, i suoi soci al Daily Bugle e la sua occupazione come investigatore privato, ha una rete di contatti in tutta la città e diversi informatori nelle bande.

### Equipaggiamento
In contrasto con il Peter Parker classico, il costume di questo Spider-Man è principalmente un normale abbigliamento dell'epoca abbinato a una maschera. L'equipaggiamento include un'armatura in kevlar, che lo rende resistente ai proiettili e alle esplosioni. La parte "costume" del suo outfit comprende una maschera realizzata con il copricapo e gli occhiali da aviatore usati dallo zio durante la Prima Guerra Mondiale. Dopo Spider-Geddon, Spider-Man Noir adotta una versione più tradizionale della maschera di Spider-Man colorata in bianco e nero, anche se mantiene gli occhiali piuttosto che fare affidamento sulle lenti incorporate. Inizia anche a indossare un fedora con la sua maschera e una nuova cintura di pistola decorata dal simbolo di un ragno.
Spider-Man Noir usa regolarmente pistole calibro .45. È un abile tiratore, abile nell'uso di varie armi da fuoco come i revolver e la pistola tommy. È disposto a uccidere i nemici in alcuni casi, ma preferisce ferire solo i criminali. Nonostante le sue abilità sovrumane, Spider-Man Noir si affida ancora all'uso di occhiali come Peter Parker, indicando che i suoi occhiali potrebbero anche includere lenti graduate.

## Altri media

### Televisione
- Elementi di Spider-Man Noir sono incorporati in un'incarnazione di Spider-Man chiamata Slinger, che appare nell'episodio Pianeta Destino (Planet Doom) della serie animata Avengers Assemble, doppiato in originale da Drake Bell[21] e in italiano da Davide Perino.
- Peter Parker/Spider-Man Noir appare in Ultimate Spider-Man, doppiato da Milo Ventimiglia.[22] Questa versione è meditabonda e malinconica nei confronti del suo lavoro da eroe, con il risultato che ha tagliato i legami con le sue versioni di May Parker e Mary Jane Watson. Nell'episodio "The Spider-Verse (Part 2)", Noir è costretto a lavorare con la sua controparte "principale" dopo che la versione di quest'ultimo del Green Goblin arriva nella dimensione Noir per rubare il DNA di Noir. Dopo aver aiutato Spider-Man e Watson a salvare i civili dalla caduta di un dirigibile, Noir accetta di smettere di lavorare da solo.[23] In "The Spider-Verse (Part 4)", Noir unisce le forze con un gruppo di Spider-Man della realtà alternativa per aiutare lo Spider-Man "primo" a sconfiggere Spider-Goblin ed Electro prima di tornare nella sua dimensione natale.[24] Nell'episodio "Ritorno allo Spider-Verse (Parte 3)", l'Uomo Ragno "primordiale" e Kid Arachnid tornano nella dimensione Noir tra i tentativi di Noir di fermare una guerra tra bande tra Mr. Fixit e le bande di Hammerhead; con particolare attenzione al primo mentre lo incolpa di un incidente che ha ucciso Watson. Mentre gli Spider-Men e Fixit sono costretti a lavorare insieme dopo che il servitore di Hammerhead, Martin Li, usa un frammento di Siege Perilous per diventare Mister Negativo, Noir scopre la verità su ciò che è successo a Watson e si sacrifica per salvare Fixit dall'esplosione di pietrificazione di Negative prima che Fixit sconfigga il supercriminale e riporti tutte le sue vittime alla normalità.[25] In "Return to the Spider-Verse (Part 4)", Noir viene catturato dal malvagio Wolf Spider, che intende risucchiare i suoi poteri insieme a quelli delle sue varie controparti alternative fino a quando il "primo" Spider-Man non lo sconfigge.[26]
- Nel Sony's Spider Man Universe Peter Parker/Spider-Man Noir apparirà in una serie TV live-action omonima creata da Amazon, con Orien Uziel come sceneggiatore e Phil Lord e Christopher Miller come produttori, con un personaggio diverso da Noir come protagonista della serie.[27]

### Film
- Peter Parker/Spider-Man Noir appare in Spider-Man - Un nuovo universo, doppiato da Nicolas Cage.[28] Questa versione parla in uno stereotipato dialetto "transatlantico" degli anni '30 simile a Humphrey Bogart, James Cagney e Edward G. Robinson, su cui Cage ha basato il personaggio. A causa del fatto che il suo universo è interamente in bianco e nero, Noir non ha familiarità con i colori. Arriva nell'universo di Miles Morales insieme a Spider-Ham e Peni Parker a causa del super-collisore di Kingpin prima di unirsi ai suoi compagni Spider-persone per tornare alle rispettive dimensioni di casa. Lungo la strada, prende in simpatia un cubo di Rubik e lo porta con sé nel suo mondo.
  - Questa versione del personaggio riappare come cameo nel sequel Spider-Man: Across the Spider-Verse, doppiato in originale sempre da Cage, tramite audio d'archivio.
- Il film del Marvel Cinematic Universe, Spider-Man: Far from Home presenta una tuta stealth tattica regalata a Peter Parker da Nick Fury, ispirata alla tuta di Spider-Man Noir.[29] Dopo che Parker indossò la tuta in una battaglia contro l'Elementale del Fuoco a Praga, divenne noto al pubblico come "Scimmia Notturna", un nome inventato dal suo amico Ned Leeds.[30]

### Videogiochi
- Peter Parker/Spider-Man Noir appare come personaggio giocabile in Spider-Man: Shattered Dimensions, doppiato da Christopher Daniel Barnes.[31] Dopo aver sconfitto le sue versioni di Hammerhead, l'Avvoltoio e il Goblin per reclamare i frammenti della Tavola dell'Ordine e del Caos che avevano in loro possesso, Madame Web porta lui e tre dei suoi compagni Spider-Man insieme per combattere Mysterio dopo che ha assorbito la Tavola restaurata e distrutto la realtà.
- Peter Parker/Spider-Man Noir appare come personaggio giocabile sbloccabile in Marvel Super Hero Squad Online, doppiato da Yuri Lowenthal.
- Il costume di Spider-Man Noir è disponibile come costume alternativo esclusivo per il pre-ordine di GameStop per Spider-Man in The Amazing Spider-Man 2.[32]
- Il costume di Spider-Man Noir è disponibile come costume alternativo per Spider-Man in Marvel Heroes.
- Peter Parker/Spider-Man Noir appare come personaggio giocabile sbloccabile in Spider-Man Unlimited.
- Peter Parker/Spider-Man Noir appare come personaggio giocabile sbloccabile in Marvel: Avengers Alliance.
- Peter Parker/Spider-Man Noir appare come personaggio giocabile sbloccabile in LEGO Marvel Super Heroes 2.
- Il costume di Spider-Man Noir è disponibile come costume alternativo per il personaggio titolare in Marvel's Spider-Man.
- Il costume di Spider-Man Noir, basato sull'incarnazione di Spider-Man - Un nuovo universo, è disponibile come costume alternativo per Peter Parker/Spider-Man in Marvel's Spider-Man 2.

### Varie
L'episodio dei Simpson "Treehouse of Horror XXXI" presenta un segmento chiamato "Into the Homerverse", una parodia di Spider-Man - Un nuovo universo. Una delle versioni dell'universo alternativo di Homer Simpson che appare è un investigatore privato monocromatico che indossa un trench e un fedora, basato su Spider-Man Noir.